# Oxyopes koreanus
Oxyopes koreanus là một loài nhện trong họ Oxyopidae.
Loài này thuộc chi Oxyopes. Oxyopes koreanus được Kap Yong Paik miêu tả năm 1969.